# Kathrine Narducci
Kathrine Narducci (New York, 12 agosto 1965) è un'attrice statunitense di origini italiane.

## Biografia
Italoamericana (da parte di entrambi i genitori), il suo primo ruolo importante è stato quello di Rosina Aniello, moglie del personaggio interpretato da Robert De Niro nella sua prima regia, Bronx (1993), dalla pièce teatrale di Chazz Palminteri. Particolare la sua entrata in questa produzione e quindi nel cinema: a 27 anni, senza alcuna esperienza di attrice e con 2 figli, la Narducci presentò il figlio più grande al provino per Bronx, per un ruolo nel cast. Colse l'attimo e fece anche lei un provino per il ruolo della moglie di Lorenzo Aniello, sbaragliando la concorrenza. 
In seguito è apparsa sul piccolo schermo in diverse serie televisive, tra cui Law & Order - I due volti della giustizia, NYPD - New York Police Department e Squadra emergenza. È famosa principalmente per aver interpretato la parte di Charmaine Bucco, moglie di Artie Bucco, nella pluripremiata serie televisiva HBO I Soprano, in tutte e sei le stagioni dello show dal 1999 al 2007.

## Filmografia parziale

### Cinema
- Bronx (A Bronx Tale), regia di Robert De Niro (1993)
- Miracolo nella 34ª strada (Miracle on 34th Street), regia di Les Mayfield (1994)
- The Irishman, regia di Martin Scorsese (2019)
- Bad Education, regia di Cory Finley (2019)
- Capone, regia di Josh Trank (2020)
- The Alto Knights - I due volti del crimine (The Alto Knights), regia di Barry Levinson (2025)

### Televisione
- Law & Order - I due volti della giustizia (Law & Order) - serie TV, episodio 8x15 (1994)
- NYPD - New York Police Department (NYPD Blue) - serie TV (1995-2004)
- Squadra emergenza (Third Watch) - serie TV (1999-2002)
- Senza traccia (Without a Trace) - serie TV (2005)
- I Soprano (The Sopranos) - serie TV (1999-2007)
- Cold Case - Delitti irrisolti - serie TV, episodi 4x02 (2006)
- Law & Order - Unità vittime speciali (Law & Order: Special Victims Unit) - Serie TV, episodio 10x06 (2008)
- Power – serie TV, 8 episodi (2014-2015)
- The Wizard of Lies, regia di Barry Levinson - film TV (2017)
- Godfather of Harlem – serie TV (2019-in corso)
- Euphoria – serie TV, episodio 2x01 (2022)

## Doppiatrici italiane
Nelle versioni in italiano delle opere in cui ha recitato, Kathrine Narducci è stata doppiata da:
- Laura Boccanera in Power, The Irishman, Capone
- Anna Cesareni in Law & Order - I due volti della giustizia, Two Family House
- Sara Fontana in Bronx
- Alessandra Cassioli in Cold Case - Delitti irrisolti
- Sonia Scotti in Miracolo nella 34ª strada
- Roberta Pellini in Blue Bloods
- Antonella Giannini in Euphoria
- Giuliana Atepi in Workaholics
- Cinzia De Carolis in Law & Order - I due volti della giustizia
- Anna Rita Pasanisi in Stories of Lost Souls
- Laura Romano in Jersey Boys
- Cinzia Villari in I Soprano
- Irene Di Valmo in Major Crimes
- Franca D'Amato in The Alto Knights - I due volti del crimine

## Riconoscimenti
- 2 Screen Actors Guild Awards, 1999 e 2007, all'intero cast de I Soprano.